# Limnonectes ferneri
Espèce
Limnonectes ferneri est une espèce d'amphibiens de la famille des Dicroglossidae.

## Répartition
Cette espèce est endémique de l'île de Mindanao aux Philippines. Elle se rencontre à Monkayo dans le bassin du Simulaw.

## Description
Les mâles mesurent de 79,6 à 84,3 mm et la femelle 69,3 mm.

## Étymologie
Cette espèce est nommée en l'honneur de John W. Ferner.

## Publication originale
- Siler, McVay, Diesmos & Brown, 2009 : A new species of fanged frog, genus Limnonectes (Amphibia: Anura: Dicroglossidae) from Southeast Mindanao Island, Philippines. Herpetologica, vol. 65, p. 105-114 (texte intégral).